# بانک وی‌پی
بانک وی‌پی (انگلیسی: VP Bank) شرکت خدمات مالی و بانکداری سوئیسی است، که در سال ۱۹۵۶ تأسیس شد.